# Ingrid Stöckl
Ingrid Stöckl, avstrijska alpska smučarka, * 28. marec 1969, Tamsweg.
Nastopila je na Olimpijskih igrah 1994, kjer je odstopila v smuku in kombinaciji. Na svetovnih prvenstvih je nastopila dvakrat in osvojila srebrno medaljo v kombinaciji leta 1991. V svetovnem pokalu je tekmovala trinajst sezon med letoma 1986 in 1997 ter dosegla eno zmago in še eno uvrstitev na stopničke, obakrat v kombinaciji. V skupnem seštevku svetovnega pokala je bila najvišje na 29. mestu leta 1991, ko je bila tudi tretja v kombinacijskem seštevku.